# Abu-Muhàmmad al-Gharnatí
Abu-Muhàmmad al-Gharnatí (en àrab Abū Muhammad al-Garnatī), originari de Granada, va ser l'últim cadi i imam de Mayurqa. Al cap de pocs mesos de ser nomenat cadi, s'enfrontà a la Croada contra Al-Mayûrqa comandada per Jaume I d'Aragó.
Fou mort el 10 de Rabí de l'any 628 de l'hègira (14 de febrer de l'any 1231).